# Bannière gauche d'Alxa
La bannière gauche d'Alxa (阿拉善左旗 ; pinyin : Ālāshàn Zuǒ Qí) est une subdivision administrative de la région autonome de Mongolie-Intérieure en Chine. Elle est placée sous la juridiction de la ligue d'Alxa.

## Démographie
La population de la bannière était de 134 223 habitants en 1999.